# 甘德萨
甘德萨，是西班牙加泰罗尼亚塔拉戈纳省的一个市镇。总面积71平方公里，总人口2641人（2001年），人口密度37人/平方公里。